# Wyliny-Ruś (gromada)
Wyliny-Ruś (początkowo Wyliny Ruś, bez łącznika) – dawna gromada, czyli najmniejsza jednostka podziału terytorialnego Polskiej Rzeczypospolitej Ludowej w latach 1954–1972.
Gromady, z gromadzkimi radami narodowymi (GRN) jako organami władzy najniższego stopnia na wsi, funkcjonowały od reformy reorganizującej administrację wiejską przeprowadzonej jesienią 1954 do momentu ich zniesienia z dniem 1 stycznia 1973, tym samym wypierając organizację gminną w latach 1954–1972.
Gromadę Wyliny Ruś z siedzibą GRN w Wylinach Rusi utworzono – jako jedną z 8759 gromad – w powiecie wysokomazowieckim w woj. białostockim, na mocy uchwały nr 24/V WRN w Białymstoku z dnia 4 października 1954. W skład jednostki weszły obszary dotychczasowych gromad Kostry Noski, Wyszonki Posele, Wyliny Ruś, Żochy Stare, Żochy Nowe, Zalesie Nowe, Chorążyce, Rzepki Nowe i Wyliny Ruś Kolonia (Kaliski) ze zniesionej gminy Piekuty oraz obszar dotychczasowej gromady Warele Nowe ze zniesionej gminy Klukowo w tymże powiecie. Dla gromady ustalono 15 członków gromadzkiej rady narodowej.
31 grudnia 1959 gromadę Wyliny-Ruś zniesiono, włączając jej obszar do gromad Dąbrówka Kościelna (wsie Chorążyce, Zalesie Nowe i Wyszonki-Posele), Piekuty Nowe (wsie Kostry-Noski, Zochy Nowe, Zochy Stare i Rzepki Nowe) i Wyszonki Kościelne (wsie Wyliny-Ruś i Warele Nowe, leśniczówkę Wyliny-Ruś, kolonie Wyliny-Ruś-Kolonia i Wojciechy oraz obszar lasów państwowych N-ctwa Pietkowo obejmujący oddziały 117—150).